# Marilise Neptune Rouzier
Marilise Neptune Rouzier (nacida en 1945) es una escritora, bióloga y etnobotánica haitiana. Adicionalmente a sus publicaciones, se desempeñó como consultora de la colección de plantas medicinales del jardín botánico de Parc de Martissant en Puerto Príncipe.

## Publicaciones
- "Petit guide médicinal du jardin", World Bank (1997).[3]
- "Plantes médicinales d'Haïti : description, usages et propriétés"; Regain Ediciones, 1998; Universidad Estatal de Haití, 2014.
- "La médecine traditionnelle familiale en Haïti : Enquête ethnobotanique dans la zone métropolitaine de Port-au-Prince"; Universidad Estatal de Haití, 2008.
- "Diabète et hypertension artérielle : Remèdes familiaux dans la région de Port-au-Prince"; Universidad Estatal de Haití, 2012.
- "Médecine familiale, point de jonction pour l’intégration de la médecine traditionnelle et de la médecine conventionnelle", Haiti Perspectives, 2012.